# یلینا اسکاپین
یلینا اسکاپین (ایتالیایی: Ylenia Scapin؛ زادهٔ ۸ ژانویهٔ ۱۹۷۵) جودوکار اهل ایتالیا بود.